# Palupera (község)
Palupera község község, észt nyelven: Palupera vald) Valgamaa megye északkeleti részén. A községet Terje Korss polgármester vezeti. A község lakossága 2017. január elsején 1003 fő volt, amely 123,32 km²-es területét tekintve 8,1 fő/km² népsűrűséget jelent.

## Közigazgatási beosztás

### Falvak
Palupera község területéhez 14 falu tartozik: Nõuni, Hellenurme, Palupera, Päidla, Neeruti, Lutike, Makita,  Räbi, Urmi, Mäelooga, Atra, Pastaku, Astuvere, Miti. 2007 novemberében Makita és Lutike falvakat összevonták.

## Fordítás
- Ez a szócikk részben vagy egészben  a   Palupera vald című észt Wikipédia-szócikk ezen változatának fordításán alapul.  Az eredeti cikk szerkesztőit annak laptörténete sorolja fel. Ez a jelzés csupán a megfogalmazás eredetét és a szerzői jogokat jelzi, nem szolgál a cikkben szereplő információk forrásmegjelöléseként.